# 오비에도

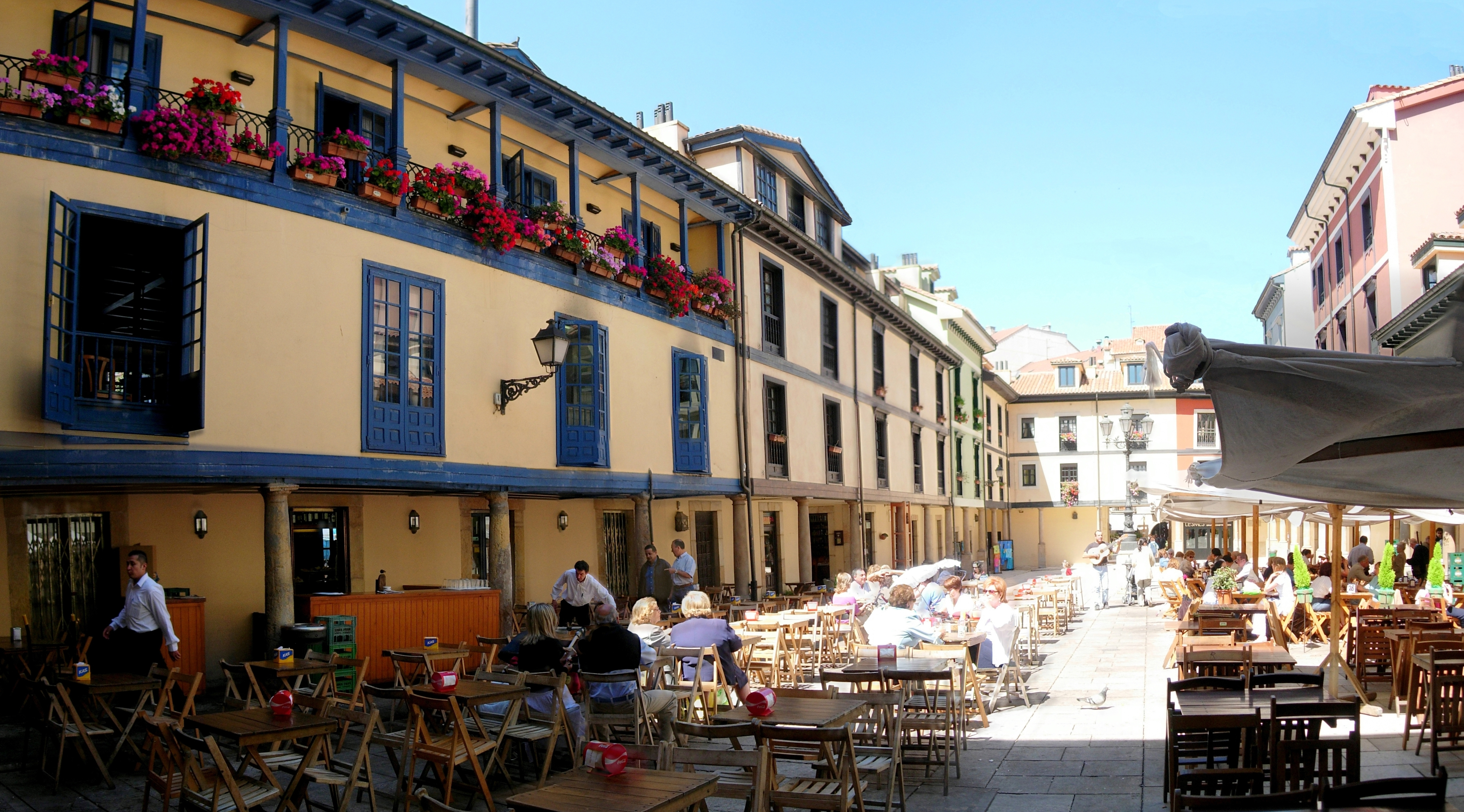
오비에도

오비에도(스페인어: Oviedo)는 스페인 서북부 아스투리아스 지방의 주도이다. 면적은 18.665km2이며, 평균 고도는 232m이다. 인구는 224,005명(2009년)이고, 인구밀도는 12000/km2이다. 공용어는 스페인어와 아스투리아스어이며, 자동차 경주 선수 페르난도 알론소의 출생지이기도 하다.

## 교육

### 대학교
아스투리아스 지방의 유일한 주립 대학교로서 오비에도 대학교가 있다. 1600년대 초반에 지어진 유서깊은 대학으로서, 2009년에 설립 400주년을 맞이하였다. 스페인의 여느 대학교들과 마찬가지로 캠퍼스는 학부 별로 분할되어있다.

## 기후
| 오비에도의 기후                                                | 오비에도의 기후 | 오비에도의 기후 | 오비에도의 기후 | 오비에도의 기후 | 오비에도의 기후 | 오비에도의 기후 | 오비에도의 기후 | 오비에도의 기후 | 오비에도의 기후 | 오비에도의 기후 | 오비에도의 기후 | 오비에도의 기후 | 오비에도의 기후 |
| 월                                                             | 1월             | 2월             | 3월             | 4월             | 5월             | 6월             | 7월             | 8월             | 9월             | 10월            | 11월            | 12월            | 연간            |
| -------------------------------------------------------------- | --------------- | --------------- | --------------- | --------------- | --------------- | --------------- | --------------- | --------------- | --------------- | --------------- | --------------- | --------------- | --------------- |
| 역대 최고 기온 °C (°F)                                         | 23.4 (74.1)     | 24.6 (76.3)     | 28.0 (82.4)     | 31.5 (88.7)     | 32.4 (90.3)     | 35.5 (95.9)     | 39.0 (102.2)    | 35.6 (96.1)     | 36.4 (97.5)     | 31.7 (89.1)     | 26.6 (79.9)     | 23.0 (73.4)     | 39.0 (102.2)    |
| 일평균 최고 기온 °C (°F)                                       | 12.1 (53.8)     | 12.8 (55.0)     | 15.0 (59.0)     | 16.2 (61.2)     | 18.7 (65.7)     | 21.1 (70.0)     | 23.0 (73.4)     | 23.7 (74.7)     | 22.0 (71.6)     | 19.0 (66.2)     | 14.4 (57.9)     | 12.5 (54.5)     | 17.5 (63.6)     |
| 일일 평균 기온 °C (°F)                                         | 8.4 (47.1)      | 8.7 (47.7)      | 10.6 (51.1)     | 11.7 (53.1)     | 14.3 (57.7)     | 16.9 (62.4)     | 18.8 (65.8)     | 19.4 (66.9)     | 17.6 (63.7)     | 14.8 (58.6)     | 10.8 (51.4)     | 9.0 (48.2)      | 13.4 (56.1)     |
| 일평균 최저 기온 °C (°F)                                       | 4.8 (40.6)      | 4.7 (40.5)      | 6.2 (43.2)      | 7.3 (45.1)      | 9.8 (49.6)      | 12.6 (54.7)     | 14.7 (58.5)     | 15.0 (59.0)     | 13.2 (55.8)     | 10.6 (51.1)     | 7.2 (45.0)      | 5.4 (41.7)      | 9.3 (48.7)      |
| 역대 최저 기온 °C (°F)                                         | −6.0 (21.2)     | −3.8 (25.2)     | −3.6 (25.5)     | −1.7 (28.9)     | 1.6 (34.9)      | 5.6 (42.1)      | 7.4 (45.3)      | 8.6 (47.5)      | 5.2 (41.4)      | 1.0 (33.8)      | −4.2 (24.4)     | −3.6 (25.5)     | −6.0 (21.2)     |
| 평균 강수량 mm (인치)                                          | 102 (4.0)       | 89 (3.5)        | 88 (3.5)        | 97 (3.8)        | 80 (3.1)        | 62 (2.4)        | 44 (1.7)        | 57 (2.2)        | 66 (2.6)        | 104 (4.1)       | 134 (5.3)       | 105 (4.1)       | 1,028 (40.3)    |
| 평균 강수일수 (≥ 1 mm)                                         | 12.3            | 10.1            | 10.8            | 12.1            | 11.5            | 8.9             | 7.2             | 7.7             | 8.0             | 11.6            | 13.5            | 11.6            | 125.3           |
| 평균 강설일수                                                  | 1.1             | 1.6             | 0.7             | 0.2             | 0               | 0               | 0               | 0               | 0               | 0               | 0.1             | 0.5             | 4.2             |
| 평균 상대 습도 (%)                                             | 77              | 75              | 74              | 76              | 78              | 79              | 79              | 79              | 79              | 79              | 80              | 77              | 78              |
| 평균 월간 일조시간                                             | 112             | 124             | 158             | 165             | 177             | 171             | 177             | 183             | 174             | 146             | 108             | 108             | 1,803           |
| 출처: 스페인 기상청 (평년값: 1991년~2020년, 극값: 1972년~현재) |                 |                 |                 |                 |                 |                 |                 |                 |                 |                 |                 |                 |                 |

## 자매 도시
- 칠레 발파라이소 주 발파라이소
- 아르헨티나 부에노스아이레스
- 멕시코 베라크루스
- 스페인 갈리시아 지방 산티아고데콤포스텔라
- 쿠바 산타클라라
- 스페인 카스티야이레온 지방 사모라
- 스페인 발렌시아 지방 토레비에하
- 스페인 카스티야이레온 지방 레온도 발렌시아데돈후안
- 포르투갈 비제우
- 독일 노르트라인베스트팔렌주 보훔
- 미국 뉴저지주 저지 시티
- 미국 플로리다주 오비에도
- 미국 플로리다주 탬파
- 프랑스 퓌드돔주 클레르몽페랑
- 중화인민공화국 항저우